# Eduardo Lastenes Colombres Mármol
Eduardo Lastenes Colombres Mármol (Rosario, 10 de febrero de 1878-Buenos Aires, 1943) fue un diplomático y militar argentino.

## Biografía
Lastens Colombres Mármol pertenecía a una familia patricia argentina, cuyos linajes se remontan a la época colonial argentina, siendo un antepasado suyo congresal en la declaración de independencia argentina. Egresó como guardiamarina de la Escuela Naval Militar en el 1900, retirándose de la marina en 1906, con la jerarquía de alférez (actualmente equivalente a teniente de corbeta).
Ingresó en 1905 a la carrera consular, cuando fue designado Cónsul en Paysandú. En 1909 ha sido Cónsul de 1° clase en Cardiff. De 1911 a 1913 se desempeñó como cónsul General en Calcuta, y como tal representó a la Argentina en la coronación de Jorge V del Reino Unido como Emperador de las Indias. Dejó el cargo cuando es enviado en 1920 como cónsul en Bremen, siendo ese mismo año designado Cónsul General en Copenhague, cargo que ocupa hasta 1923.
Entre 1923 y 1931 fue Cónsul General de 1° clase en Montevideo. Logra su ascenso y entre 1931 a 1934 ha sido enviado extraordinario y ministro plenipotenciario en Colombia y Venezuela. Posteriormente, de 1935 a 1936 ocupa el cargo de enviado extraordinario y ministro plenipotenciario en Polonia y Checoeslovaquia, con residencia en Praga.
Llegó a lo más alto del escalafón diplomático, cuando de 1936 a 1939 se desempeñó como Embajador en el Perú.